# Radosław Zawrotniak
Radosław Aleksander Zawrotniak (n. 2 septembrie 1981, Cracovia) este un scrimer polonez specializat pe spadă, vicecampion pe echipe la Campionatul European de Scrimă din 2007 și la Jocurile Olimpice de vară din 2008.
La Olimpiada de la Beijing, a ajuns în sferturile de finală, unde a pierdut cu maghiarul Gábor Boczkó. La proba pe echipe, echipa Poloniei a trecut de Ucraina, apoi a câștigat la o tușă cu China. În finală a fost învinsă de Franța, scorul fiind 29–45, și s-a mulțumit cu argintul. La Olimpiada de la Londra 2012 s-a disputat proba de spadă numai la individual. Zawrotniak a pierdut în turul întâi cu senegalezul Alexandre Bouzaid. 
A început să practice scrima la vârsta de șapte ani pentru a-l urma pe fratele său cel mai mare. Este căsătorit cu spadasina Beata Tereba, dubla vicecampioană pe echipe.

## Legături externe
- www.zawrotniak.com, site-ul personal al lui Radosław Zawrotniak
- Materiale media legate de Radosław Zawrotniak la Wikimedia Commons